# Pfarrkirche Köttmannsdorf

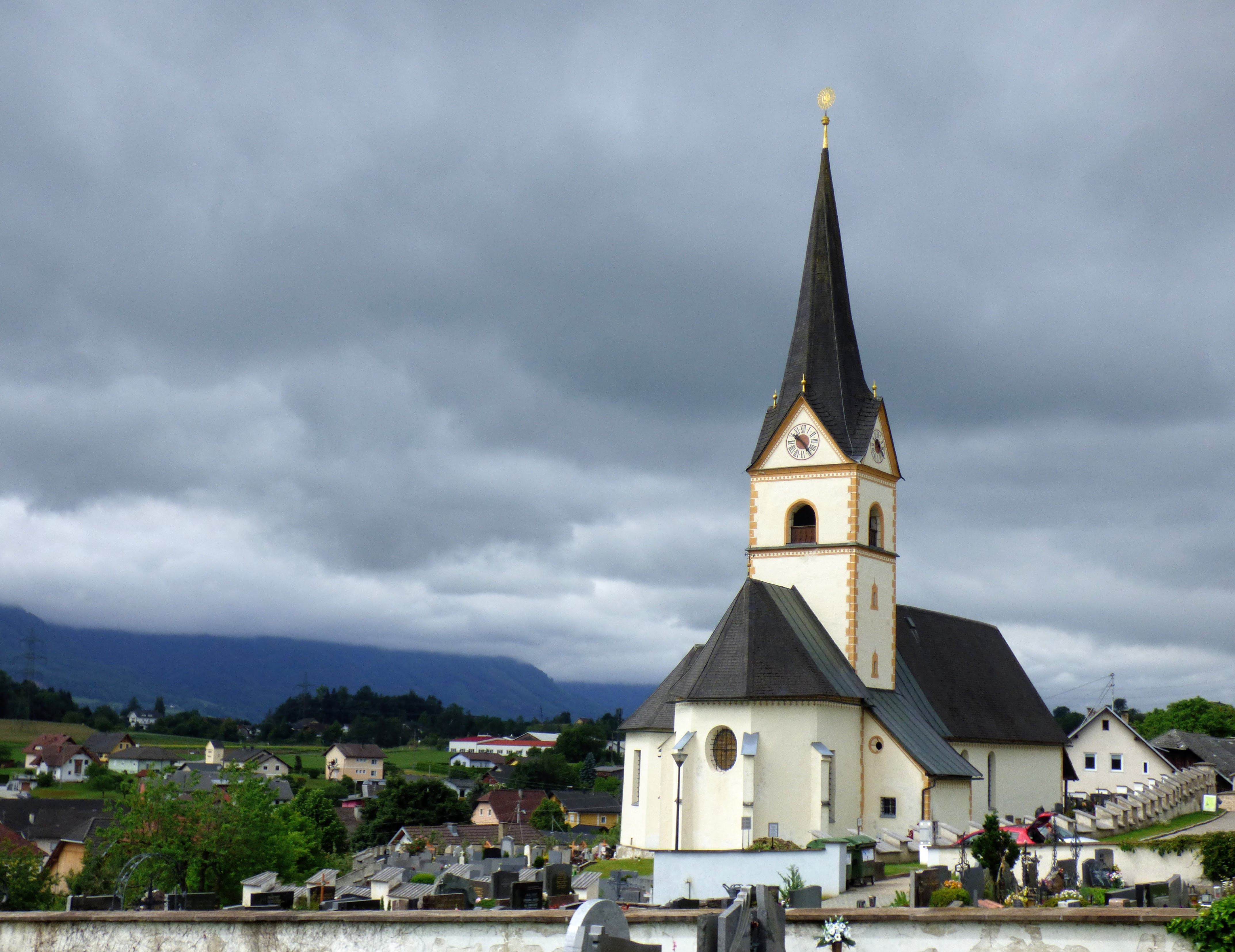
Katholische Pfarrkirche hl. Georg in Köttmannsdorf

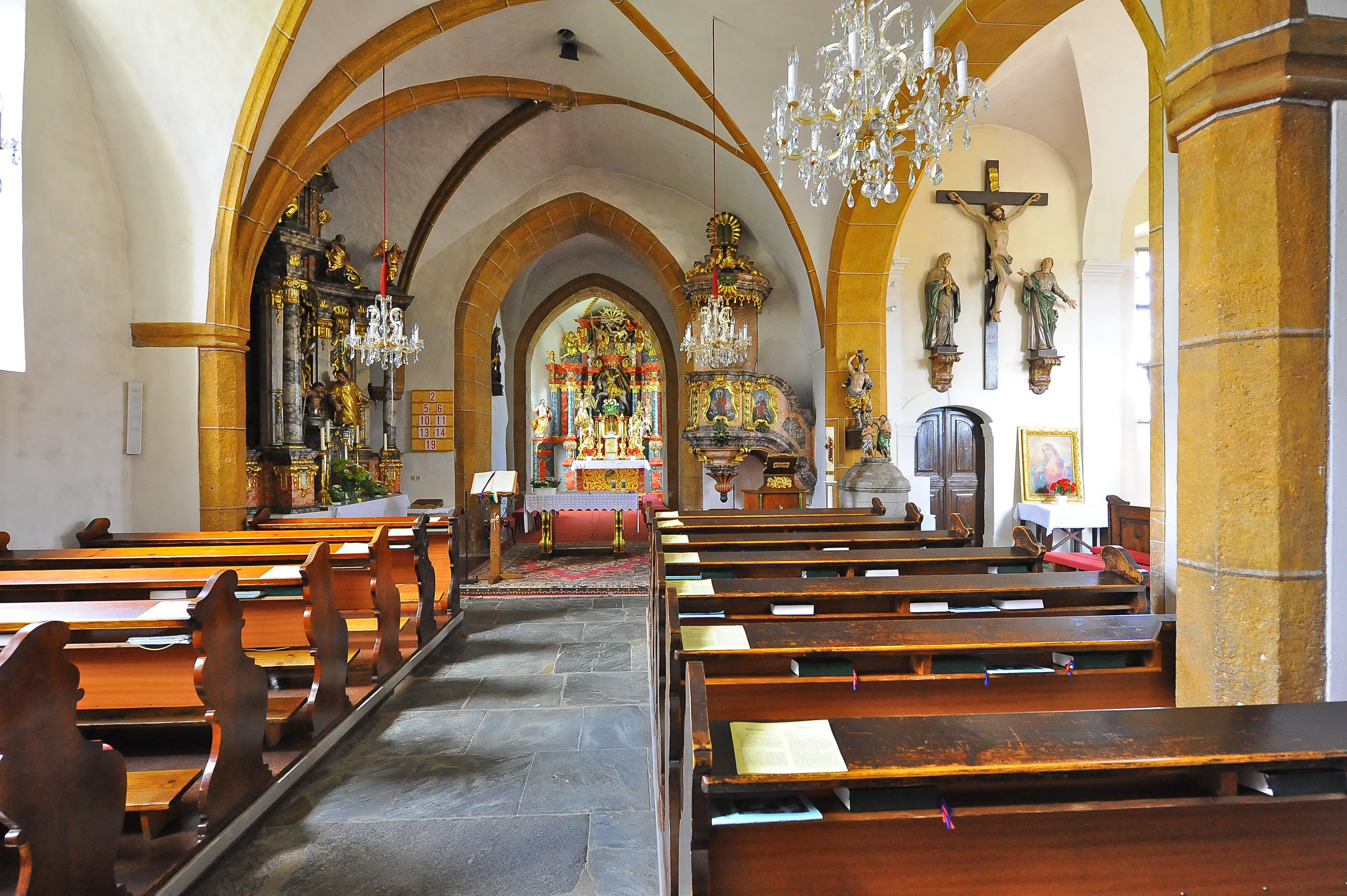
Langhaus, Blick zum Chor

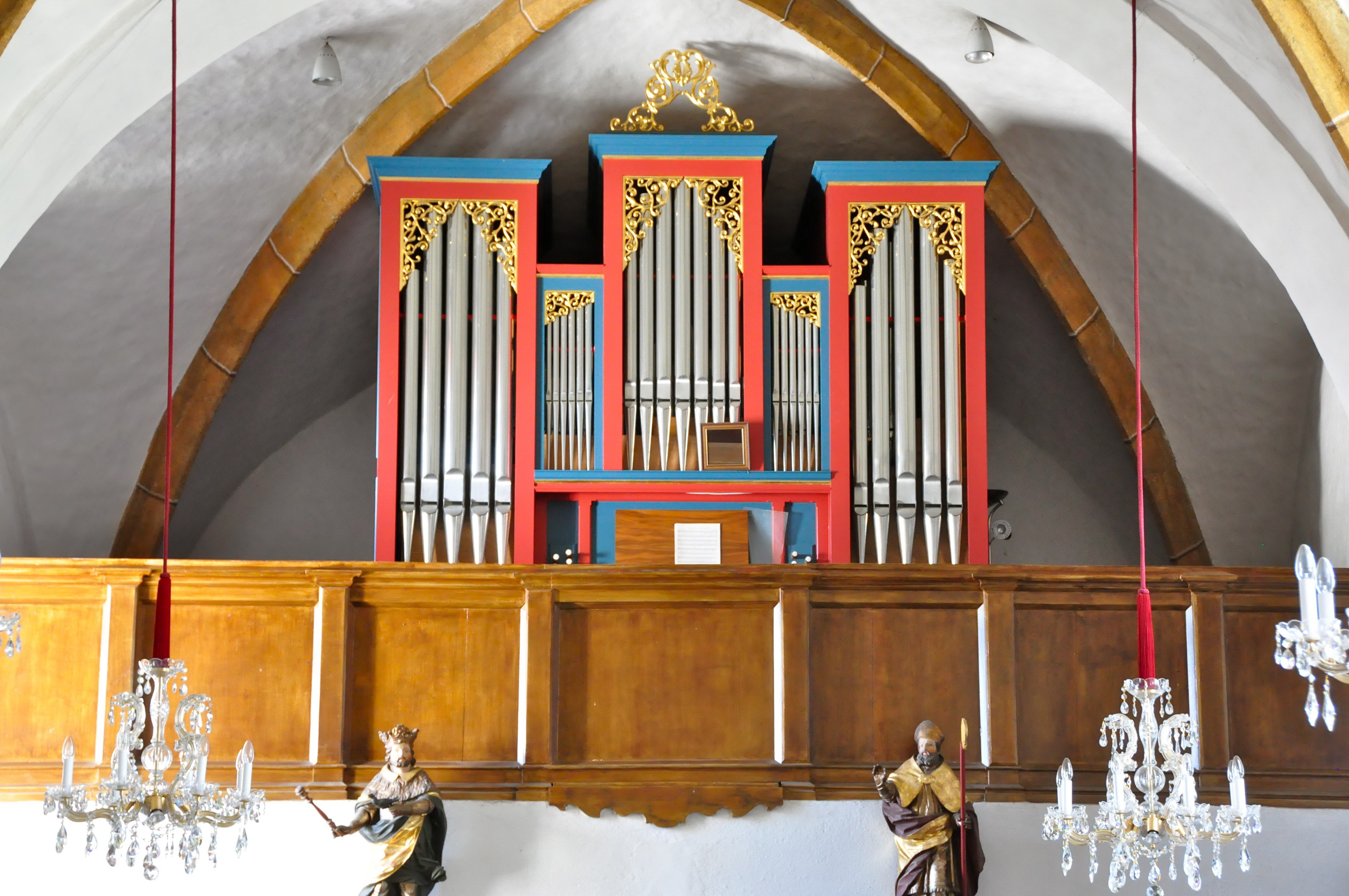
Langhaus, Blick zur Orgel

Die römisch-katholische Pfarrkirche Köttmannsdorf steht erhöht von einer zinnenbekrönten Friedhofsmauer umgeben in der Gemeinde Köttmannsdorf im Bezirk Klagenfurt-Land in Kärnten. Die dem Patrozinium des hl. Georg unterstellte Pfarrkirche gehört zum Dekanat Ferlach/Borovlje in der Diözese Gurk-Klagenfurt. Die ehemalige Wehrkirche steht unter Denkmalschutz (Listeneintrag).

## Geschichte
Die Kirche wurde 1194 als ecclesia sancti Georgi de Godmeresdorf genannt. In dieser Urkunde bestätigt Erzbischof Albert von Salzburg dem Abt Bertold von Viktring die Schenkung der Kirche an das Kloster.
Die ursprünglich romanische Chorturmkirche aus der zweiten Hälfte des 12. Jahrhunderts wurde in der Gotik und im Barock erweitert.

## Architektur
Das Kirchenäußere zeigt einen mächtigen viergeschoßigen Chorturm mit Giebeln und einem achtseitigen Spitzhelm, am Glockengeschoß gibt es Sgraffitodekor im Giebeldreieck mit 1590. Es gibt ein Rundbogenportal zur alten Sakristei, ein spätgotisches Südportal und ein profiliertes Spitzbogenportal im Westen. Der gotische Chor mit einem Fünfachtelschluss hat abgestufte Strebepfeiler vor 1453. Nordseitig am Chor steht die alte Sakristei unter einem Pultdach, südseitig steht ein spätgotischer Kapellenanbau, mit einem spitzwinkligen Ostabschluss als heutige Sakristei wohl um 1730. Südwestlich der Sakristei befand sich der ursprünglich romanische Karner. Sein über Bodenniveau befindliches Geschoß, die Michaelskapelle, wurde 1727 abgetragen und als barocke Sebastianskapelle 1727 mit der Kirche verbunden. Die romanische Beinkammer blieb erhalten. Zwischen dem Langhaus und der Sebastiankapelle wurde eine offene Vorhalle errichtet.
An der Langhaussüdwand gibt es ein bemerkenswertes Christopherusfresko aus der zweiten Hälfte des 15. Jahrhunderts. Es wird Thomas von Villach, dem bedeutendsten Freskanten der Spätgotik in Kärnten zugeschrieben.
Das Kircheninnere zeigt ein vierjochiges Langhaus mit einem Kreuzrippengewölbe auf schmalen vorgelegten Pfeilerdiensten und Konsolen, die Rippen wurden im östlichen Bereich teilweise abgeschlagen. Der schmale spitzbogige Triumphbogen ist aus der Achse gerückt. Westlich steht eine gemauerte barocke Sängerempore auf eckigen Pfeilern. Im Chor gibt es eine Sakramentsnische mit einem gotischen Rosettengitter.

## Einrichtung
Der Hochaltar aus der ersten Hälfte des 18. Jahrhunderts trägt die Figuren der Heiligen Georg zu Pferd, Michael und Martin, außen Peter und Paul, im Aufsatz Hl. Dreifaltigkeit.
An der Chornordwand befindet sich eine Muttergottesfigur mit Kind auf einer Schlange mit Apfel von Josef Rifesser aus Südtirol.
Die neue Orgel entstand 1997 von Bernhard Ottitsch. Eine Glocke nennt Benedikt Fiering 1583.
Kulturhistorisch bedeutsam ist der slowenische Kreuzweg, einer von 76 in Südkärnten (24 in der Schrift bohoričica wie jener aus Köttmannsdorf, 52 weitere sind in der jüngeren und aktuell in Verwendung stehenden Schrift der gajica aus der zweiten Hälfte des 19. Jahrhunderts). Er ist zugleich ein Manifest der Sichtbarkeit der slowenischen Sprache im öffentlichen Raum ist.

## Gotische Totenleuchte

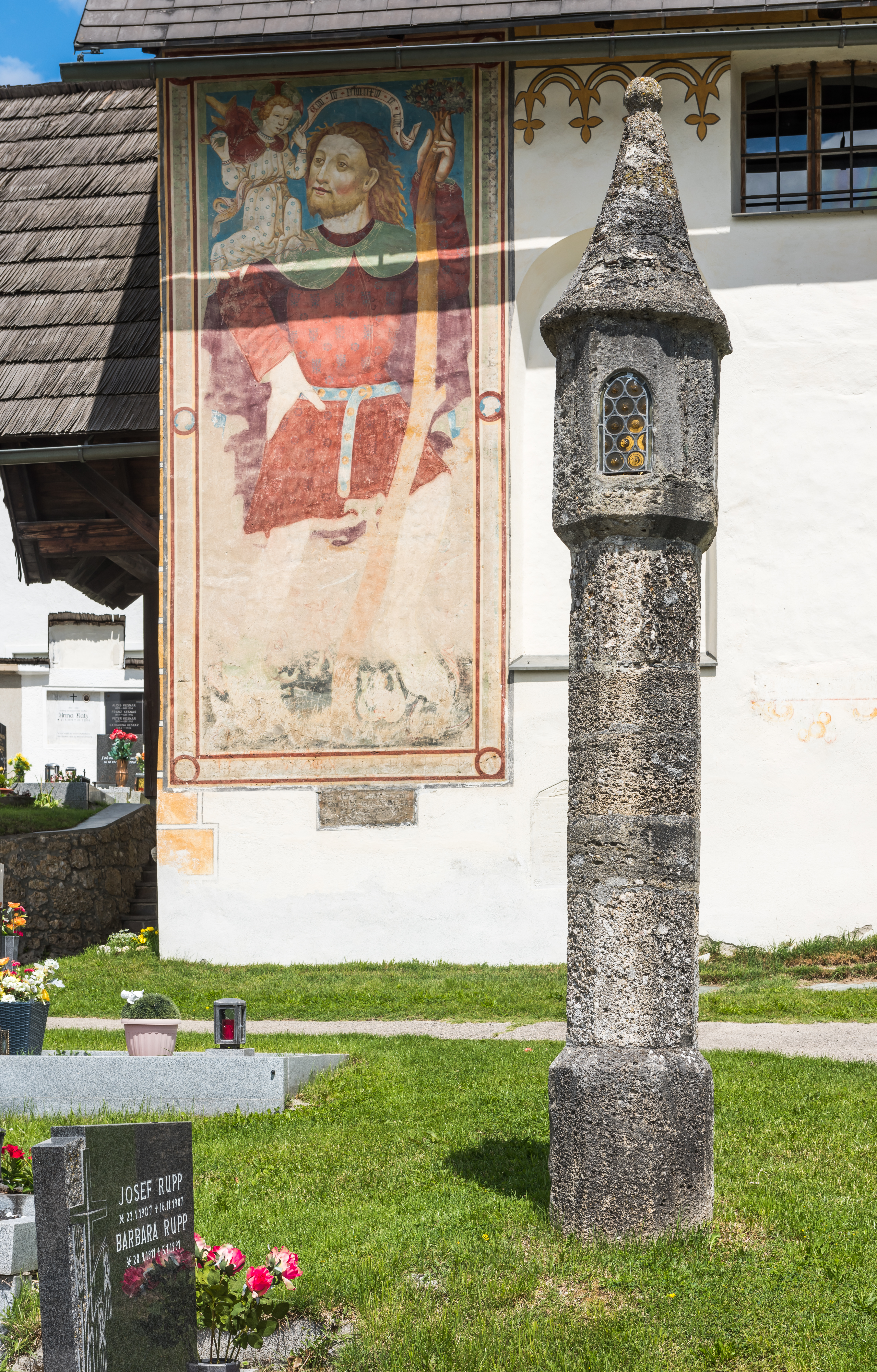
Friedhof Köttmannsdorf, gotische Totenleuchte und Christopherus-Fresko

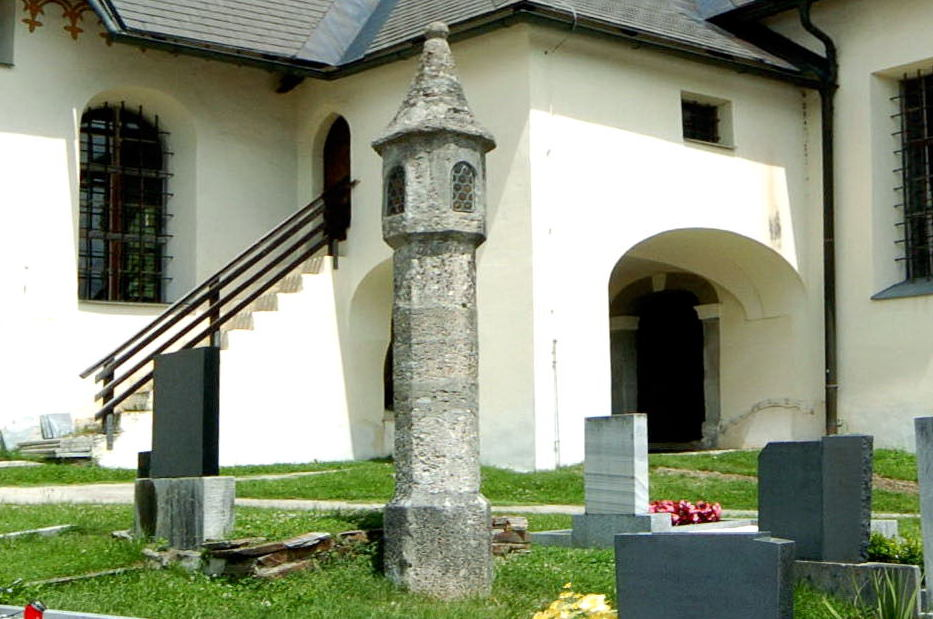
Köttmannsdorfer Pfarrkirche mit Totenleuchte am Friedhof

Auf dem Friedhof von Köttmannsdorf befindet sich eine der ältesten spätromanische/gotischen Totenleuchten Kärntens‚ die aus dem Anfang des 13. Jahrhunderts stammt und wahrscheinlich von französischen Steinmetzen errichtet wurde, die mit den Zisterziensern in der Zisterzienserabtei Viktring nach Viktring kamen. Dieser (Süd-)Kärntner Bildstock zählt zu den ältesten Beispielen dieses Typs in Kärnten und ähnelt sehr jenen Totenleuchten in Burgund. Damit gibt die Totenleuchte von Köttmannsdorf auch Zeugnis ab über die europäischen transkulturellen Beziehungen und der Prozesse der Inkulturation über die Jahrhunderte hinweg.